# アルビンとチップマンクス (映画シリーズ)
アルビンとチップマンクス（Alvin_and_the_Chipmunks_in_film）のアルビンシリーズは、2007年公開のリージェンシー・エンタープライズ製作による『アルビン/歌うシマリス3兄弟』（Alvin and the Chipmunks）から始まる作品群である。 

## 映画
- 『アルビン/歌うシマリス3兄弟』 (2007年)
- 『アルビン2 シマリス3兄弟 vs. 3姉妹』 (2009年)
- 『アルビン3 シマリスたちの大冒険』 (2011年)
- 『アルビン4 それいけ! シマリス大作戦』 (2015年)